# Alexander Thon
Alexander Thon (* 1966 in Bremen) ist ein deutscher Historiker.

## Leben
Thon absolvierte von 1987 bis 1993 ein Studium der Rheinischen Landeskunde, der Alten Geschichte und der Vergleichenden Religionswissenschaften an der Universität Bonn, das er 1993 mit dem Magister Artium abschloss.
Von 1995 bis 1998 arbeitete er als Wissenschaftliche Hilfskraft am Institut für geschichtliche Landeskunde der Rheinlande der Universität Bonn. Daran schloss sich ein Volontariat am Institut für pfälzische Geschichte und Volkskunde in Kaiserslautern, wo er von 2000 bis 2003 als Wissenschaftlicher Mitarbeiter beschäftigt war. Seit 2003 ist er freiberuflicher Historiker.
Schwerpunkte seiner Forschungen sind das Hoch- und Spätmittelalter, die rheinische, pfälzische und elsässische Landeskunde sowie die Burgen- und Pfalzenforschung, insbesondere in diesen Regionen.

## Schriften (Auswahl)
- mit Hans Reither, Peter Pohlit: „... wie eine gebannte, unnahbare Zauberburg“. Burgen in der Südpfalz. 2. Auflage. Schnell & Steiner, Regensburg 2005, ISBN 3-7954-1570-5
- mit Hans Reither, Peter Pohlit: Wie Schwalbennester an den Felsen geklebt. Burgen in der Nordpfalz. Verlag Schnell & Steiner, Regensburg 2005, ISBN 3-7954-1674-4
- mit Stefan Ulrich: „Von den Schauern der Vorwelt umweht ...“ Burgen und Schlösser an der Mosel. Verlag Schnell & Steiner, Regensburg 2007, ISBN 978-3-7954-1926-4
- mit  Stefan Ulrich, Jens Friedhoff: „Mit starken eisernen Ketten und Riegeln beschlossen ...“. Burgen an der Lahn. Verlag Schnell & Steiner, Regensburg 2008, ISBN 978-3-7954-2000-0
- mit Stefan Ulrich: „… wie ein Monarch mitten in seinem Hofstaate thront“. Burgen am unteren Mittelrhein. Verlag Schnell & Steiner, Regensburg 2010, ISBN 978-3-7954-2210-3
- Burgen in der Pfalz. Sutton Verlag. Erfurt 2013. ISBN 978-3-95400-271-9
- „... und bemannte das Schloß mit trefflichen Rittern und Knechten“. Burgen in und um Limburg an der Lahn, in: Limburg im Fluss der Zeit 2. Vorträge zur Stadtgeschichte. Limburg a. d. Lahn 2013, S. 29–104 (Beiträge zur Geschichte der Kreisstadt Limburg a. d. Lahn 2). ISBN 978-3-3936162-10-3 (formal falsch), korrekte ISBN 978-3-936162-10-3.
- Die Zeit der letzten Ritter: Franz von Sickingen und die Reformation im Südwesten - Reisebuch zu den historischen Stätten Taschenbuch. Verlag Schnell & Steiner, Regensburg 2015, ISBN 978-3-7954-2996-6
- Burgen am Mittelrhein. Sutton Verlag, Erfurt 2017. ISBN 978-3-95400-699-1